# Réseau interurbain de la Charente

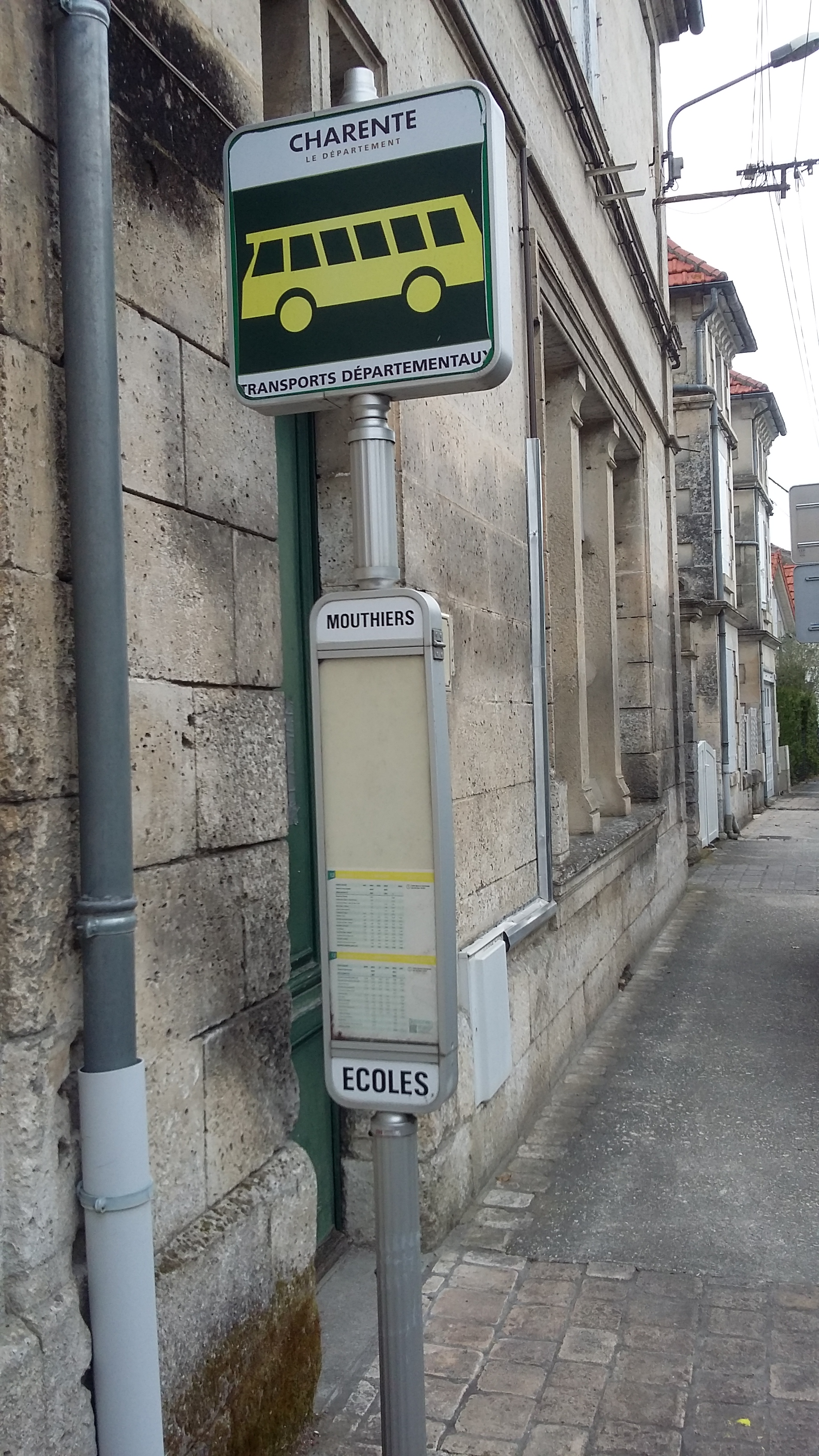
Poteau de l'arrêt "Mouthiers - Crèche" du réseau départemental charentais

Le réseau de transport départemental de La Charente est exploité par les entreprises Citram Charente et Thorin-Vriet sous l'autorité organisatrice de la région Nouvelle-Aquitaine, et auparavant sous celle du Conseil Départemental.

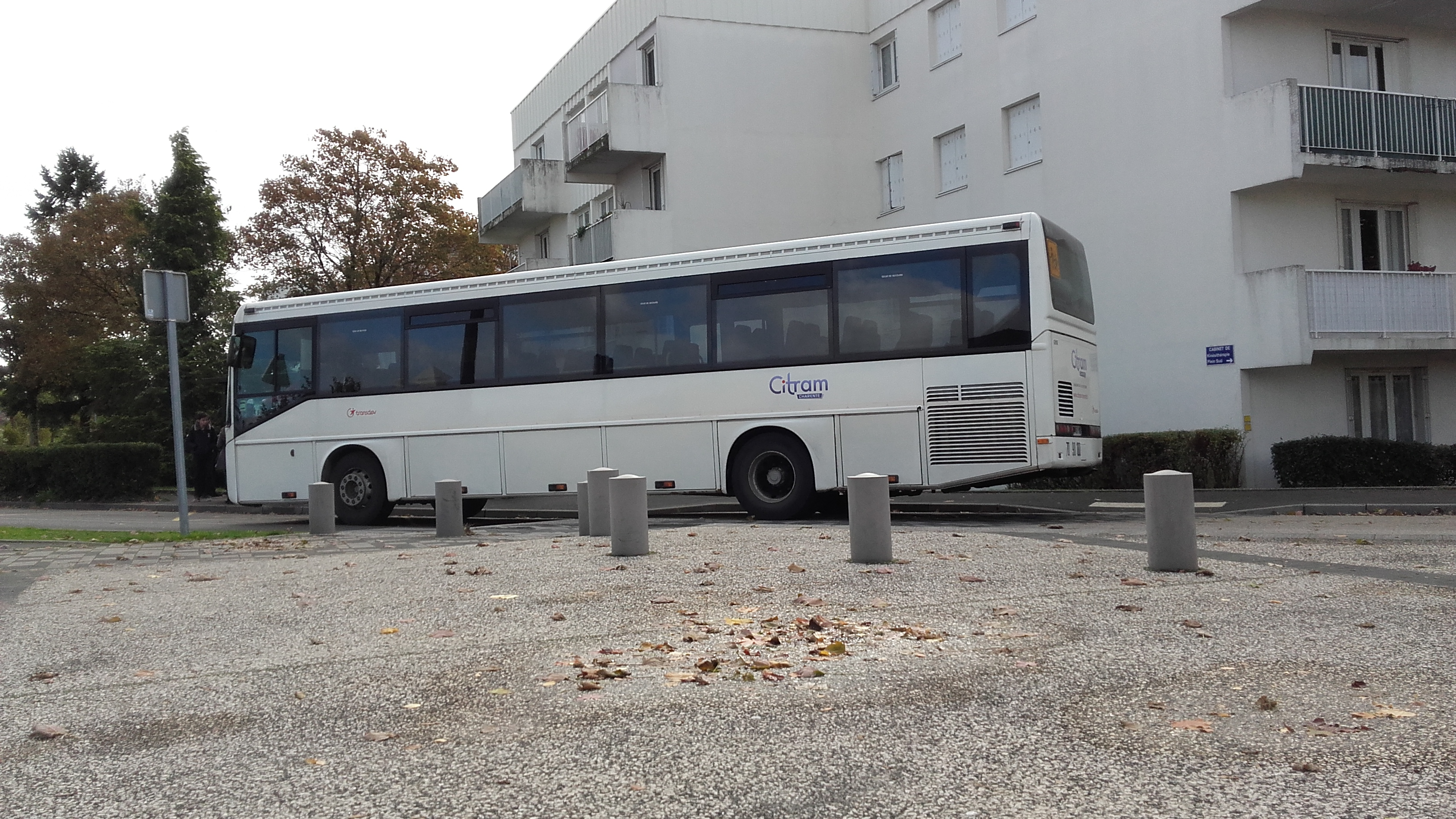
Irisbus Ares, en livrée blanche, se dirigeant vers le départ de la ligne scolaire S102 reliant le LISA et Roullet

## Parc de véhicules
Le parc de Citram Charente est composé de 163 véhicules, et est composé des modèles suivants : Scania Interlink GNV, Irisbus Ares, Irisbus Axer, Iribus Crossway, Irisbus Récréo, Iveco Crossway Mercedes Intouro, Otokar Vectio, Renault FR1 et Renault Tracer. La moyenne d'âge du parc est de 9,8 ans.
Le parc de l'entreprise Thorin-Vriet est essentiellement constitué de car interurbains Irisbus Crossway et de Mercedes Intouro.

## Tarification

### Ticket unitaire (vendu à bord des bus)
Le réseau interurbain Cartrans possède un système de tarification unique :
|             | Toutes les lignes régulières |
| Tout public | 1,00 € le trajet             |

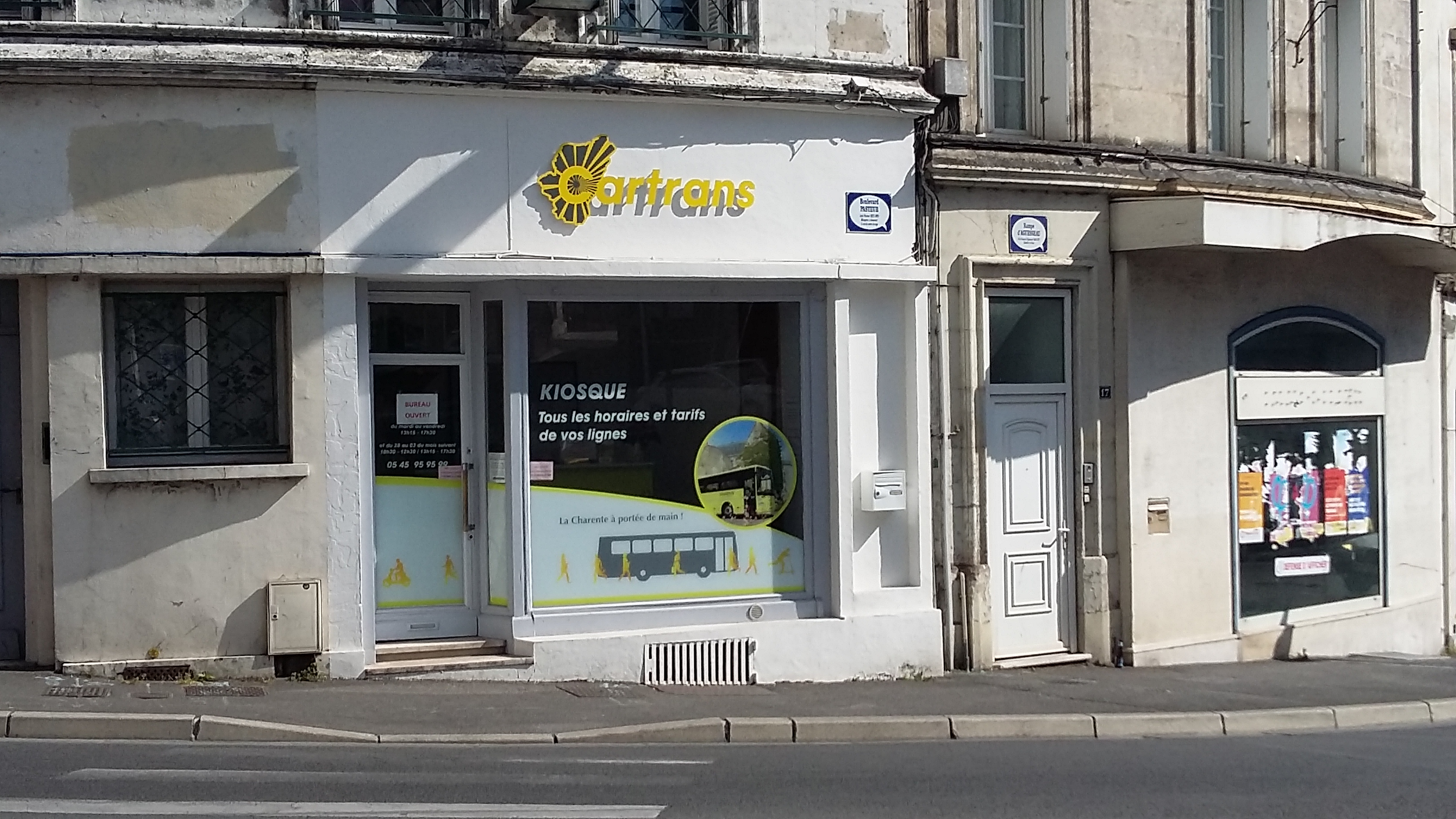
Kiosque de vente et de service du réseau sous l'appellation "Cartrans" (réunion des deux exploitants) à Angoulême.

Ce système de tarification à 1 euro le trajet (de la montée à la descente du bus) s'applique sur toutes les lignes régulières et peu importe la zone de montée/descente

### Carte scolaire
Cartrans bénéficie de plusieurs lignes scolaires. La tarification de ces lignes scolaires est différente de celle des lignes régulières. En effet la tarification des lignes scolaires fonctionne par abonnement annuel au coût de :
|                        | Lignes scolaires |
| Élèves avant droit     | 120,00 € l'année |
| Élèves non ayant droit | 234,00 € l'année |

Le coût de l’abonnement scolaire varie en fonction de l’établissement où l'élève est scolarisé. Si celui-ci est un collégien ou un lycéen scolarisé dans un établissement scolaire de son secteur, alors il bénéficie de l'abonnement « ayant droit ». En revanche, si celui-ci est un élève du premier degré (maternelle et élémentaire), ou un collégien ou lycéen scolarisé dans un établissement scolaire hors secteur, alors il bénéficie de l'abonnement "non ayant droit", plus cher de 114,00 €.
Lors de l'achat de l'abonnement, une carte scolaire (coût compris dans l’abonnement) est délivrée à l'élève, qu'il doit montrer au chauffeur dès la montée dans le bus. Le duplicata de cette carte, en cas de perte, de vol, ou de détérioration, est délivrée par le département pour une valeur de 8,00 €.

## Lignes du réseau
En 2016, le réseau Cartrans dispose de 21 lignes régulières qui ont pour but de rejoindre un grand nombre de communes du département à Angoulême,.

### Lignes régulières
| Ligne | Nom de la ligne                      | Communes desservies | Exploitant de la ligne |
| ----- | ------------------------------------ | --- | ---------------------- |
| 1     | Rougnac ↔ Angoulême                  | Rougnac - Charras - Grassac - Vouzan - Sers - Bouëx - Dirac - Garat - Soyaux - Angoulême | Citram Charente        |
| 3     | Saint-Angeau ↔ Angoulême             | Saint-Angeau - Agris - La Rochette - Coulgens - Jauldes - Brie - Champniers - Angoulême | Thorin Vriet           |
| 4     | Ruffec ↔ Angoulême                   | Ruffec - Courcôme - Charné - Tusson - Fouqueure - Villejésus - Aigre - Marcillac - La Chapelle - Xambes - Vervant - Saint-Amant de Boixe - Vouharte - Montignac - Vars - Balzac - Gond-Pontouvre - Angoulême                                         | Citram Charente        |
| 5     | Aigre ↔ Angoulême                    | Aigre - Marcillac - La Chapelle - Gourville - Genac - Bignac - Saint-Genis d'Giersac - Marsac - Vindelle - Saint-Yrieix - Angoulême | Citram Charente        |
| 6     | Vouharte ↔ Angoulême                 | Vouharte - La Chapelle - Coulonges - Xanbes - Vervant - Saint-Amant de Boixe - Montignac - Vars - Champiers - Balzac - Gond-Pontouvre - Angoulême | Citram Charente        |
| 7     | Châteauneuf ↔ Angoulême              | Châteauneuf - Mosnac - Sireuil - Roullet - Angoulême | Citram Charente        |
| 8     | Saint Même les Carrières ↔ Angoulême | Saint Même les Carrières - Graves Saint-Amant - Saint-Simon - Châteauneuf - Saint-Simeux - Champmillon - Sireuil - Trois Palis - Saint-Michel - Angoulême                                                                                            | Citram Charente        |
| 10    | Baignes ↔ Angoulême                  | Baignes - Le Tâtre - Reignac - Barbezieux - Nonaville - Val des Vignes - Roullet - Angoulême | Citram Charente        |
| 11    | Chalais ↔ Angoulême                  | Chalais - Bardenac - Brossac - Passirac - Chillac - Berneuil - Condéon - Barbezieux - Val des Vignes - Champagne-Vigny - Claix - Roullet - La Couronne - Angoulême                                                                                   | Citram Charente        |
| 12    | Barbezieux ↔ Angoulême               | Barbezieux - Val des Vignes - Blanzac - Perignac - Voulgézac - Mouthiers - Voeuil - La Couronne (seulement dans le sens Angoulême → Barbezieux) - Angoulême                                                                                          | Citram Charente        |
| 13    | Mérignac ↔ Angoulême                 | Jarnac - Mérignac - Echallat - Douzat - Asnières - Hiersac - Angoulême | Citram Charente        |
| 14    | Aubeterre ↔ Angoulême                | Aubeterre - Pillac - Bors - Jurignac - Saint-Amant - Saint-Amant de Montmoreau - Saint Eutrope - Aigness - Chadurie - Boisné la Tude - Fouquebrune - Voeuil - Angoulême                                                                              | Citram Charente        |
| 15    | Cognac ↔ Angoulême                   | Cognac - Châteaubernard - Gondeville - Jarnac - Triac - Mérignac - Moulidars - Hiersac - Fléac - Angoulême | Citram Charente        |
| 16    | Gurat↔ Angoulême                     | Gurat - Ronsenac - Villebois - Magnac-Lavalette - Fouquebrune - Blanzaguet - Gardes-le-Pontaroux - Dignac - Torsac - Dirac - Garat - Soyaux - Angoulême                                                                                              | Citram Charente        |
| 18    | Saint-Jean d'Angély ↔ Angoulême      | Saint-Jean d'Angély - Matha - Siecq - Rouillac - Verdille - Auge-Saint-Médard - Bonneville - Gourville - Rouillac - Saint-Cybardeaux - Saint-Amant de Nouère - Saint-Genis d'Hiersac - Asnières/Nouère - Angoulême                                   | Citram Charente        |
| 23    | Ruffec ↔ Angoulême                   | Ruffec - Villegats - Verteuil - Lonnes - Mansle - Maine de Boixe - Aussac-Vadalle - Villejoubert - Tourriers - Anaïs - Champniers - Angoulême | Citram Charente        |
| 24    | Confolens ↔ Angoulême                | Confolens - Ansac-sur-Vienne - Ambérac - Ambernac - Saint-Laurent de Ceris - Le Grand Madieu - Saint-Claud - Nieuil - Roumazières - Suaux - Chasseneuil - Taponnat - La Rochefoucauld - Saint-Projet - Brie - Ruelle - L'Isle d'Espagnac - Angoulême | Thorin Vriet           |
| 20    | Nontron ↔ Angoulême                  | Nontron - Javerlhac - Varaignes - Souffrignac - Montbron - Feuillade - Marthon - Saint-Germain Montbron - Chazelles - Pranzac - Ruelle - Angoulême                                                                                                   | Thorin Vriet           |
| 21    | Piégut↔ Angoulême                    | Piégut - Bussières - Eymouthiers - Montbron - Vouthon - Saint Sornin - Vilhonneur - Chazelles - Marthon - Saint-Germain Montbron - Chazelles - Pranzac - Ruelle - Angoulême                                                                          | Thorin Vriet           |

### Lignes scolaires
Le réseau Cartrans est aussi composé d'une centaine de lignes scolaires, reliant un grand nombre de communes du départements aux établissements scolaire (collèges et lycées) de la Charente. Ils sont effectués par les exploitants Citram Charente, Thorin Vriet ainsi que De Maillard - Robin.

## Restrictions du réseau
Pour éviter toute concurrence au réseau urbain de l'agglomération de GrandAngoulême (Möbius), il est interdit de prendre et de déposer un même passager sur le territoire de l'ancienne communauté d'agglomération du Grand Angoulême.